# Lo Tossalet (Conca de Dalt)
Lo Tossalet és una muntanya de 788,4 metres que es troba al municipi de la Conca de Dalt, a la comarca del Pallars Jussà, a l'antic terme de Toralla i Serradell.
Està situat al sud-oest d'Erinyà, al damunt i migdia de l'Obac d'Erinyà, a prop i també al sud-oest de l'ermita de Santa Maria de l'Obac. Al seu sud-est hi ha la muntanya del Casot.